# Europsko prvenstvo u košarci – Poljska 2009.
Europsko prvenstvo u košarci – Poljska 2009. bilo je 36. izdanje europskog košarkaškog prvenstva koje se od 7. rujna do 20. rujna 2009. održavalo u Poljskoj. Ovo je drugo europsko prvenstvo nakon 1963. koje se održalo u istoimenoj državi. Igralo se u 5 gradova: Gdańsk, Poznań, Varšava, Wrocław, Bydgoszcz, Łódź, Katowice. Službena maskota prvenstva bizon Miško (Mieszko) kojeg je prije početka natjecanja objavio Poljski košarkaški savez.

## Kvalifikacije

### Kvalificirane momčad
Osam reprezentacija je prije kvalifikacija osiguralo nastup na Europsko prvenstvo u Poljskoj 2009. godine. Sedam reprezentacija svoj nastup je osiguralo preko kvalifikacija, dok je jedna reprezentacija svoj nastup osigurala preko dodatnih kvalifikacija. 
| Jakosna skupina A | Jakosna skupina B |
| --- | --- |
| Rusija (prvo mjesto na EP u Španjolskoj 2007.) Španjolska (drugo mjesto na EP u Španjolskoj 2007.) Litva (treće mjesto na EP u Španjolskoj 2007.) Grčka (četvrto mjesto na EP u Španjolskoj 2007.) | Njemačka (peto mjesto na EP u Španjolskoj 2007.) Hrvatska (šesto mjesto na EP u Španjolskoj 2007.) Slovenija (sedmo mjesto na EP u Španjolskoj 2007.) Turska (iz kvalifikacija) |
| Jakosna skupina C | Jakosna skupina D |
| Srbija (iz kvalifikacija) Poljska (domaćin) Makedonija (iz kvalifikacija) Latvija (iz kvalifikacija)                                                                                               | Velika Britanija (iz kvalifikacija) Izrael (iz kvalifikacija) Bugarska (iz kvalifikacija) Francuska (iz dodatnih kvalifikacija)                                                 |

## Gradovi-domaćini i dvorane
| Gdańsk            | Poznań                                                | Varšava           |
| ----------------- | ----------------------------------------------------- | ----------------- |
| Hala Olivia       | Hala Arena                                            | Hala Torwar       |
| Kapacitet: 5500   | Kapacitet: 4200                                       | Kapacitet: 5000   |
|                   |                                                       |                   |
| Wrocław           | Gdańsk Poznań Varšava Wrocław Bydgoszcz Łódź Katowice | Bydgoszcz         |
| Hala Stulecia     | Gdańsk Poznań Varšava Wrocław Bydgoszcz Łódź Katowice | Łuczniczka        |
| Kapacitet: 6000   | Gdańsk Poznań Varšava Wrocław Bydgoszcz Łódź Katowice | Kapacitet: 8000   |
|                   | Gdańsk Poznań Varšava Wrocław Bydgoszcz Łódź Katowice |                   |
| Łódź              | Gdańsk Poznań Varšava Wrocław Bydgoszcz Łódź Katowice | Katowice          |
| Atlas Arena       | Gdańsk Poznań Varšava Wrocław Bydgoszcz Łódź Katowice | Spodek            |
|                   | Gdańsk Poznań Varšava Wrocław Bydgoszcz Łódź Katowice |                   |
| Kapacitet: 13,400 | Gdańsk Poznań Varšava Wrocław Bydgoszcz Łódź Katowice | Kapacitet: 11,500 |
|                   |                                                       |                   |

## Skupine

### Skupina A
| Klub       | Sus. | Pob. | Izg. | PD  | PP  | Razl. | Bod. |
| ---------- | ---- | ---- | ---- | --- | --- | ----- | ---- |
| Grčka      | 3    | 3    | 0    | 268 | 202 | +66   | 6    |
| Hrvatska   | 3    | 2    | 1    | 235 | 226 | +8    | 5    |
| Makedonija | 3    | 1    | 2    | 207 | 246 | -39   | 4    |
| Izrael     | 3    | 0    | 3    | 238 | 274 | -36   | 3    |

| 7. rujna 2009. 16:30 |                                           | Makedonija | 54–86 | ' Grčka |  | Hala Arena, Poznań |
| 7. rujna 2009. 16:30 | Po četvrtinama: 13–28, 15–24, 9–17, 17–17 |            |       |         |  | Hala Arena, Poznań |

| 7. rujna 2009. 19:15 |                                            | Hrvatska | 86–79 | Izrael |  | Hala Arena, Poznań |
| 7. rujna 2009. 19:15 | Po četvrtinama: 25–17, 17–20, 17–22, 27-20 |          |       |        |  | Hala Arena, Poznań |

| 8. rujna 2009. 16:30 |                                            | Izrael | 79–82 | Makedonija |  | Hala Arena, Poznań |
| 8. rujna 2009. 16:30 | Po četvrtinama: 19-17, 20-23, 16-20, 24-22 |        |       |            |  | Hala Arena, Poznań |

| 8. rujna 2009. 19:15 |                                            | Grčka | 76–68 | Hrvatska |  | Hala Arena, Poznań |
| 8. rujna 2009. 19:15 | Po četvrtinama: 20-15, 32-16, 13-16, 12-21 |       |       |          |  | Hala Arena, Poznań |

| 9. rujna 2009. 16:30 |                                            | Makedonija | 71–81 | Hrvatska |  | Hala Arena, Poznań |
| 9. rujna 2009. 16:30 | Po četvrtinama: 26-20, 22-14, 13-22, 10-25 |            |       |          |  | Hala Arena, Poznań |

| 9. rujna 2009. 19:15 |                                            | Izrael | 80–106 | Grčka |  | Hala Arena, Poznań |
| 9. rujna 2009. 19:15 | Po četvrtinama: 25-31, 17-25, 23-23, 15-27 |        |        |       |  | Hala Arena, Poznań |

### Skupina B
| Klub      | Sus. | Pob. | Izg. | PD  | PP  | Razl. | Bod. |
| --------- | ---- | ---- | ---- | --- | --- | ----- | ---- |
| Francuska | 3    | 3    | 0    | 199 | 180 | +19   | 6    |
| Rusija    | 3    | 1    | 2    | 218 | 213 | +5    | 4    |
| Njemačka  | 3    | 1    | 2    | 203 | 211 | -8    | 4    |
| Latvija   | 3    | 1    | 2    | 187 | 203 | -16   | 4    |

| 7. rujna 2009. 16:30 |                                            | Rusija | 81–68 | Latvija |  | Hala Olivia, Gdańsk |
| 7. rujna 2009. 16:30 | Po četvrtinama: 28–21, 11–15, 19–16, 23–16 |        |       |         |  | Hala Olivia, Gdańsk |

| 7. rujna 2009. 19:15 |                                            | Francuska | 70–65 | Njemačka |  | Hala Olivia, Gdańsk |
| 7. rujna 2009. 19:15 | Po četvrtinama: 14–17, 19–20, 17–11, 20-17 |           |       |          |  | Hala Olivia, Gdańsk |

| 8. rujna 2009. 16:30 |                                            | Njemačka | 76–73 | Rusija |  | Hala Olivia, Gdańsk |
| 8. rujna 2009. 16:30 | Po četvrtinama: 26-12, 19-19, 15-19, 16-23 |          |       |        |  | Hala Olivia, Gdańsk |

| 8. rujna 2009. 19:15 |                                          | Latvija | 51–60 | Francuska |  | Hala Olivia, Gdańsk |
| 8. rujna 2009. 19:15 | Po četvrtinama: 8-13, 13-3, 16-25, 14-19 |         |       |           |  | Hala Olivia, Gdańsk |

| 9. rujna 2009. 16:30 |                                            | Rusija | 64–69 | Francuska |  | Hala Olivia, Gdańsk |
| 9. rujna 2009. 16:30 | Po četvrtinama: 17-15, 18-19, 16-18, 13-17 |        |       |           |  | Hala Olivia, Gdańsk |

| 9. rujna 2009. 19:15 |                                            | Njemačka | 62–68 | Latvija |  | Hala Olivia, Gdańsk |
| 9. rujna 2009. 19:15 | Po četvrtinama: 13-14, 16-23, 13-14, 20-17 |          |       |         |  | Hala Olivia, Gdańsk |

### Skupina C
| Klub             | Sus. | Pob. | Izg. | PD  | PP  | Razl. | Bod. |
| ---------------- | ---- | ---- | ---- | --- | --- | ----- | ---- |
| Slovenija        | 3    | 2    | 1    | 236 | 218 | +18   | 5    |
| Srbija           | 3    | 2    | 1    | 212 | 196 | +16   | 5    |
| Španjolska       | 3    | 2    | 1    | 231 | 226 | +5    | 5    |
| Velika Britanija | 3    | 0    | 3    | 194 | 233 | -39   | 3    |

| 7. rujna 2009. 18:15 |                                            | Velika Britanija | 59–72 | Slovenija |  | Hala Torwar, Varšava |
| 7. rujna 2009. 18:15 | Po četvrtinama: 15–27, 20–10, 12–14, 12–21 |                  |       |           |  | Hala Torwar, Varšava |

| 7. rujna 2009. 21:00 |                                            | Srbija | 66–57 | Španjolska |  | Hala Torwar, Varšava |
| 7. rujna 2009. 21:00 | Po četvrtinama: 15–12, 23–21, 18-14, 10–20 |        |       |            |  | Hala Torwar, Varšava |

| 8. rujna 2009. 18:15 |                                            | Slovenija | 80–69 | Srbija |  | Hala Torwar, Varšava |
| 8. rujna 2009. 18:15 | Po četvrtinama: 22-15, 17-14, 21-15, 20-25 |           |       |        |  | Hala Torwar, Varšava |

| 8. rujna 2009. 21:00 |                                            | Španjolska | 84–76 | Velika Britanija |  | Hala Torwar, Varšava |
| 8. rujna 2009. 21:00 | Po četvrtinama: 25-15, 19-20, 22-21, 18-20 |            |       |                  |  | Hala Torwar, Varšava |

| 9. rujna 2009. 18:15 |                                                     | Španjolska | 90–84 | Slovenija | PR | Hala Torwar, Varšava |
| 9. rujna 2009. 18:15 | Po četvrtinama: 18-20, 25-15, 19-14, 16-29 PR: 12-6 |            |       |           | PR | Hala Torwar, Varšava |

| 9. rujna 2009. 21:15 |                                            | Velika Britanija | 59–77 | Srbija |  | Hala Torwar, Varšava |
| 9. rujna 2009. 21:15 | Po četvrtinama: 12-21, 17-18, 15-19, 15-19 |                  |       |        |  | Hala Torwar, Varšava |

### Skupina D
| Klub     | Sus. | Pob. | Izg. | PD  | PP  | Razl. | Bod. |
| -------- | ---- | ---- | ---- | --- | --- | ----- | ---- |
| Turska   | 3    | 3    | 0    | 265 | 211 | +54   | 6    |
| Poljska  | 3    | 2    | 1    | 245 | 240 | +5    | 5    |
| Litva    | 3    | 1    | 2    | 235 | 239 | -4    | 4    |
| Bugarska | 3    | 0    | 3    | 213 | 268 | -55   | 3    |

| 7. rujna 2009. 18:15 |                                            | Poljska | 90–78 | Bugarska |  | Hala Stulecia, Wrocław |
| 7. rujna 2009. 18:15 | Po četvrtinama: 32–21, 20–16, 23–21, 15–20 |         |       |          |  | Hala Stulecia, Wrocław |

| 7. rujna 2009. 21:15 |                                            | Turska | 84–76 | Litva |  | Hala Stulecia, Wrocław |
| 7. rujna 2009. 21:15 | Po četvrtinama: 19-22, 20-17, 24-19, 21-18 |        |       |       |  | Hala Stulecia, Wrocław |

| 8. rujna 2009. 18:15 |                                           | Litva | 75–86 | Poljska |  | Hala Stulecia, Wrocław |
| 8. rujna 2009. 18:15 | Po četvrtinama: 23-25, 9-17, 18-18, 25-26 |       |       |         |  | Hala Stulecia, Wrocław |

| 8. rujna 2009. 21:15 |                                            | Bugarska | 66–94 | Turska |  | Hala Stulecia, Wrocław |
| 8. rujna 2009. 21:15 | Po četvrtinama: 15-24, 13-29, 24-19, 14-22 |          |       |        |  | Hala Stulecia, Wrocław |

| 9. rujna 2009. 18:15 |                                            | Poljska | 69–87 | Turska |  | Hala Stulecia, Wrocław |
| 9. rujna 2009. 18:15 | Po četvrtinama: 17-24, 17-21, 21-21, 14-21 |         |       |        |  | Hala Stulecia, Wrocław |

| 9. rujna 2009. 21:15 |                                            | Litva | 84–69 | Bugarska |  | Hala Stulecia, Wrocław |
| 9. rujna 2009. 21:15 | Po četvrtinama: 25-22, 16-19, 16-15, 27-13 |       |       |          |  | Hala Stulecia, Wrocław |

## Drugi krug

### Skupina E
| Klub       | Sus. | Pob. | Izg. | PD  | PP  | Razl. | Bod. |
| ---------- | ---- | ---- | ---- | --- | --- | ----- | ---- |
| Francuska  | 5    | 5    | 0    | 380 | 334 | +46   | 10   |
| Rusija     | 5    | 3    | 2    | 338 | 338 | 0     | 8    |
| Grčka      | 5    | 3    | 2    | 380 | 337 | +43   | 8    |
| Hrvatska   | 5    | 2    | 3    | 357 | 364 | -7    | 7    |
| Makedonija | 5    | 1    | 4    | 337 | 396 | -59   | 6    |
| Njemačka   | 5    | 1    | 4    | 360 | 383 | -23   | 6    |

| 11. rujna 2009. 15:45 |                                            | Rusija | 62–59 | Hrvatska |  | Łuczniczka, Bydgoszcz |
| 11. rujna 2009. 15:45 | Po četvrtinama: 16-16, 12-10, 14-16, 20-17 |        |       |          |  | Łuczniczka, Bydgoszcz |

| 11. rujna 2009. 18:15 |                                            | Njemačka | 76–84 | Grčka |  | Łuczniczka, Bydgoszcz |
| 11. rujna 2009. 18:15 | Po četvrtinama: 19-25, 14-16, 17-20, 26-23 |          |       |       |  | Łuczniczka, Bydgoszcz |

| 11. rujna 2009. 21:00 |                                          | Francuska | 83–57 | Makedonija |  | Łuczniczka, Bydgoszcz |
| 11. rujna 2009. 21:00 | Po četvrtinama: 24-9, 25-9, 18-17, 16-22 |           |       |            |  | Łuczniczka, Bydgoszcz |

| 13. rujna 2009. 15:45 |                                            | Makedonija | 86–75 | Njemačka |  | Łuczniczka, Bydgoszcz |
| 13. rujna 2009. 15:45 | Po četvrtinama: 18-14, 18-22, 26-14, 24-25 |            |       |          |  | Łuczniczka, Bydgoszcz |

| 13. rujna 2009. 18:15 |                                           | Grčka | 65–68 | Rusija |  | Łuczniczka, Bydgoszcz |
| 13. rujna 2009. 18:15 | Po četvrtinama: 12-21, 20-18, 15-9, 18-20 |       |       |        |  | Łuczniczka, Bydgoszcz |

| 13. rujna 2009. 21:00 |                                            | Hrvatska | 79–87 | Francuska |  | Łuczniczka, Bydgoszcz |
| 13. rujna 2009. 21:00 | Po četvrtinama: 21-19, 25-22, 10-22, 23-24 |          |       |           |  | Łuczniczka, Bydgoszcz |

| 15. rujna 2009. 15:45 |                                            | Rusija | 71–69 | Makedonija |  | Łuczniczka, Bydgoszcz |
| 15. rujna 2009. 15:45 | Po četvrtinama: 14-10, 19-19, 16-20, 22-20 |        |       |            |  | Łuczniczka, Bydgoszcz |

| 15. rujna 2009. 18:15 |                                            | Francuska | 71–69 | Grčka |  | Łuczniczka, Bydgoszcz |
| 15. rujna 2009. 18:15 | Po četvrtinama: 18-21, 23-13, 15-19, 15-16 |           |       |       |  | Łuczniczka, Bydgoszcz |

| 15. rujna 2009. 21:00 |                                            | Njemačka | 68–70 | Hrvatska |  | Łuczniczka, Bydgoszcz |
| 15. rujna 2009. 21:00 | Po četvrtinama: 19-20, 13-17, 18-12, 18-21 |          |       |          |  | Łuczniczka, Bydgoszcz |

### Skupina F
| Klub       | Sus. | Pob. | Izg. | PD  | PP  | Razl. | Bod. |
| ---------- | ---- | ---- | ---- | --- | --- | ----- | ---- |
| Slovenija  | 5    | 4    | 1    | 390 | 344 | +46   | 9    |
| Turska     | 5    | 4    | 1    | 370 | 338 | +32   | 9    |
| Srbija     | 5    | 3    | 2    | 365 | 357 | +8    | 8    |
| Španjolska | 5    | 3    | 2    | 381 | 351 | +30   | 8    |
| Poljska    | 5    | 1    | 4    | 355 | 405 | -50   | 6    |
| Litva      | 5    | 0    | 5    | 358 | 424 | -60   | 5    |

| 12. rujna 2009. 15:45 |                                            | Turska | 63–60 | Španjolska |  | Hala Wielofunkcyjna, Łódź |
| 12. rujna 2009. 15:45 | Po četvrtinama: 20-22, 16-12, 13-14, 14-12 |        |       |            |  | Hala Wielofunkcyjna, Łódź |

| 12. rujna 2009. 18:15 |                                            | Poljska | 72–77 | Srbija |  | Hala Wielofunkcyjna, Łódź |
| 12. rujna 2009. 18:15 | Po četvrtinama: 22-23, 14-20, 17-19, 19-15 |         |       |        |  | Hala Wielofunkcyjna, Łódź |

| 12. rujna 2009. 21:00 |                                           | Litva | 58–81 | Slovenija |  | Hala Wielofunkcyjna, Łódź |
| 12. rujna 2009. 21:00 | Po četvrtinama: 18-28, 8-15, 13-19, 19-19 |       |       |           |  | Hala Wielofunkcyjna, Łódź |

| 14. rujna 2009. 15:45 |                                           | Španjolska | 84–70 | Litva |  | Hala Wielofunkcyjna, Łódź |
| 14. rujna 2009. 15:45 | Po četvrtinama: 15-24, 25-8, 24-11, 20-27 |            |       |       |  | Hala Wielofunkcyjna, Łódź |

| 14. rujna 2009. 18:15 |                                            | Slovenija | 76–60 | Poljska |  | Hala Wielofunkcyjna, Łódź |
| 14. rujna 2009. 18:15 | Po četvrtinama: 11-17, 20-12, 22-11, 23-20 |           |       |         |  | Hala Wielofunkcyjna, Łódź |

| 14. rujna 2009. 21:00 |                                                   | Srbija | 64–69 | Turska | PR | Hala Wielofunkcyjna, Łódź |
| 14. rujna 2009. 21:00 | Po četvrtinama: 18-20, 15-16, 19-19, 12-9 PR: 0-5 |        |       |        | PR | Hala Wielofunkcyjna, Łódź |

| 16. rujna 2009. 15:45 |                                            | Litva | 79–89 | Srbija |  | Hala Wielofunkcyjna, Łódź |
| 16. rujna 2009. 15:45 | Po četvrtinama: 19-23, 18-18, 24-22, 18-26 |       |       |        |  | Hala Wielofunkcyjna, Łódź |

| 16. rujna 2009. 18:15 |                                            | Poljska | 68–90 | Španjolska |  | Hala Wielofunkcyjna, Łódź |
| 16. rujna 2009. 18:15 | Po četvrtinama: 14-23, 12-19, 20-29, 22-19 |         |       |            |  | Hala Wielofunkcyjna, Łódź |

| 16. rujna 2009. 21:00 |                                            | Turska | 67–69 | Slovenija |  | Hala Wielofunkcyjna, Łódź |
| 16. rujna 2009. 21:00 | Po četvrtinama: 15-24, 17-15, 20-18, 15-12 |        |       |           |  | Hala Wielofunkcyjna, Łódź |

## Završna faza

### Razigravanje za medalje
|  | Četvrtfinale  | Četvrtfinale |               |              | Polufinale   | Polufinale   |  |  | Finale    | Finale |
|  |               |              |               |              |              |              |  |  |           |        |
|  | 17. rujna     |              |               |              |              |              |  |  |           |        |
|  |               |              |               |              |              |              |  |  |           |        |
|  | 1E Francuska  | 66           |               |              |              |              |  |  |           |        |
|  | 1E Francuska  | 66           | 19. rujna     |              |              |              |  |  |           |        |
|  | 4F Španjolska | 86           |               |              |              |              |  |  |           |        |
|  | 4F Španjolska | 86           | 4F Španjolska | 82           |              |              |  |  |           |        |
|  | 18. rujna     |              | 4F Španjolska | 82           |              |              |  |  |           |        |
|  |               | 3E Grčka     | 64            |              |              |              |  |  |           |        |
|  | 2F Turska     | 3E Grčka     | 64            | 74           |              |              |  |  |           |        |
|  | 2F Turska     |              | 20. rujna     | 74           |              |              |  |  |           |        |
|  | 3E Grčka      | 76 (PR)      |               |              |              |              |  |  |           |        |
|  | 3E Grčka      | 76 (PR)      | 4F Španjolska | 85           |              |              |  |  |           |        |
|  | 17. rujna     |              | 4F Španjolska | 85           |              |              |  |  |           |        |
|  |               | 3F Srbija    | 63            |              |              |              |  |  |           |        |
|  | 2E Rusija     | 3F Srbija    | 63            | 68           |              |              |  |  |           |        |
|  | 2E Rusija     | 19. rujna    |               | 68           |              |              |  |  |           |        |
|  | 3F Srbija     | 79           |               |              |              |              |  |  |           |        |
|  | 3F Srbija     | 79           | 3F Srbija     | 96 (PR)      | Treće mjesto | Treće mjesto |  |  |           |        |
|  | 18. rujna     |              | 3F Srbija     | 96 (PR)      | Treće mjesto | Treće mjesto |  |  |           |        |
|  |               | 1F Slovenija | 92            |              |              |              |  |  |           |        |
|  | 1F Slovenija  | 1F Slovenija | 92            | 67           | 3E Grčka     | 57           |  |  |           |        |
|  | 1F Slovenija  |              |               | 67           | 3E Grčka     | 57           |  |  |           |        |
|  | 4E Hrvatska   | 65           |               | 1F Slovenija | 56           |              |  |  |           |        |
|  | 4E Hrvatska   | 65           |               |              | 56           |              |  |  |           |        |
|  |               |              |               |              |              |              |  |  | 20. rujna |        |
|  |               |              |               |              |              |              |  |  |           |        |

Razigravanje od petog do sedmog mjesta
|  | Polufinale | Polufinale |    |           | Peto mjesto  | Peto mjesto |
|  |            |            |    |           |              |             |
|  | 19. rujna  |            |    |           |              |             |
|  | Francuska  | 80         |    |           |              |             |
|  | Turska     | 68         |    |           |              |             |
|  |            |            |    |           |              |             |
|  |            |            |    |           | 20. rujna    |             |
|  |            |            |    |           | Francuska    | 69          |
|  |            | Hrvatska   | 62 |           |              |             |
|  |            |            |    |           |              |             |
|  |            |            |    |           |              |             |
|  |            |            |    |           | Sedmo mjesto |             |
|  | 19. rujna  | 19. rujna  |    | 20. rujna | 20. rujna    |             |
|  | Rusija     | 69         |    | Turska    | 66           |             |
|  | Hrvatska   | 76         |    |           | Rusija       | 89          |

#### Polufinale

##### Španjolska–Grčka
| 19. rujna 2009. 18:30 | Izvještaj | Španjolska                                               | 82–64 | Grčka                                                                                 |  | Spodek, Katowice Gledatelji 8 000 Suci: Cerebuch , Belošević , Lottermoser |
| 19. rujna 2009. 18:30 | Izvještaj | Po četvrtinama: 26-21, 23-19, 15-11, 18-13               |       |                                                                                       |  | Spodek, Katowice Gledatelji 8 000 Suci: Cerebuch , Belošević , Lottermoser |
| 19. rujna 2009. 18:30 | Izvještaj | Koševi: Gasol 18 Skokovi: Reyes 7 Asistencije: Cabezas 4 |       | Koševi: Bourousis 11 Skokovi: Fotsis 10 Asistencije: Spanoulis, Bourousis, Calathes 2 |  | Spodek, Katowice Gledatelji 8 000 Suci: Cerebuch , Belošević , Lottermoser |

##### Srbija–Slovenija
| 19. rujna 2009. 21:00 | Izvještaj | Srbija                                                                                | 96–92 | Slovenija                                                   | PR | Spodek, Katowice Gledatelji 8 500 Suci: Arteaga , Radović , Jasevičius |
| 19. rujna 2009. 21:00 | Izvještaj | Po četvrtinama: 11-19, 24-26, 21-12, 23-22 PR: 17-13                                  |       |                                                             | PR | Spodek, Katowice Gledatelji 8 500 Suci: Arteaga , Radović , Jasevičius |
| 19. rujna 2009. 21:00 | Izvještaj | Koševi: Teodosić 32 Skokovi: Marković 8 Asistencije: Teodosić, Veličković, Marković 4 |       | Koševi: Lorbek 25 Skokovi: Lorbek 10 Asistencije: Lakovič 5 | PR | Spodek, Katowice Gledatelji 8 500 Suci: Arteaga , Radović , Jasevičius |

#### Utakmica za 3. mjesto
| 20. rujna 2009. 18:30 | Izvještaj | Grčka                                                                 | 57–56 | Slovenija                                                  |  | Spodek, Katowice Gledatelji 9000 |
| 20. rujna 2009. 18:30 | Izvještaj | Po četvrtinama: 16-13, 15-11, 11-13, 15-19                            |       |                                                            |  | Spodek, Katowice Gledatelji 9000 |
| 20. rujna 2009. 18:30 | Izvještaj | Koševi: Schortsanitis 23 Skokovi: Bourousis 7 Asistencije: Calathes 4 |       | Koševi: Lakovič 16 Skokovi: Lorbek 9 Asistencije: Slokar 4 |  | Spodek, Katowice Gledatelji 9000 |

#### Finale
| 20. rujna 2009. 21:15 | Izvještaj | Španjolska                                                  | 85–63 | Srbija                                                                       |  | Spodek, Katowice Gledatelji 11.000 Suci: Romualdas Brazauskas |
| 20. rujna 2009. 21:15 | Izvještaj | Po četvrtinama: 24-14, 28-15, 15-15, 18-19                  |       |                                                                              |  | Spodek, Katowice Gledatelji 11.000 Suci: Romualdas Brazauskas |
| 20. rujna 2009. 21:15 | Izvještaj | Koševi: Gasol 18 Skokovi: Gasol 11 Asistencije: Garbajosa 4 |       | Koševi: Tripković, Veličković 15 Skokovi: Veličković 5 Asistencije: Krstić 3 |  | Spodek, Katowice Gledatelji 11.000 Suci: Romualdas Brazauskas |

### Konačan poredak
| Poredak | Momčad           |
| ------- | ---------------- |
|         | Španjolska       |
|         | Srbija           |
|         | Grčka            |
| 4.      | Slovenija        |
| 5.      | Francuska        |
| 6.      | Hrvatska         |
| 7.      | Rusija           |
| 8.      | Turska           |
| 9.      | Poljska          |
| 9.      | Makedonija       |
| 11.     | Njemačka         |
| 11.     | Litva            |
| 13.     | Latvija          |
| 13.     | Izrael           |
| 13.     | Velika Britanija |
| 13.     | Bugarska         |

## Nagrade i priznanja
Najkorisniji igrač  Pau Gasol
All-star momčad:
- Razigravač:  Miloš Teodosić
- Bek šuter:  Vasilis Spanoulis
- Nisko krilo:  Rudy Fernández
- Krilni centar:  Erazem Lorbek
- Centar:  Pau Gasol

Najbolji strijelci:
- 1.  Pau Gasol (18,7 koševa po susretu)
- 2.  Tony Parker (17,8 koševa po susretu)
- 3.  Erazem Lorbek (16,4 koša po susretu)

Najbolji skakači:
- 1.  Marcin Gortat (10,8 skokova po susretu)
- 2.  Pau Gasol (8,3 skoka po susretu)
- 3.  Erazem Lorbek (7,4 skoka po susretu)

Najbolji asistent:
- 1.  Miloš Teodosić (5,2 asistencije po susretu)
- 2.  Anton Ponkrašov (4,9 asistencija po susretu)
- 3.  David Logan (4,5 asistencija po susretu)

## Vanjske poveznice
- Europsko prvenstvo - Poljska 2009.

| Međunarodna košarka | Međunarodna košarka |
| --- | ------------------- |
| |                     |
| FIBA \| Olimpijske igre \| Svjetsko prvenstvo \| FIBA-ina ljestvica Afrika: FIBA Afrika – Afričko prvenstvo Amerika: FIBA Amerika – Američko prvenstvo Azija: FIBA Azija - Azijsko prvenstvo Europa: FIBA Europa – Europsko prvenstvo Oceanija: FIBA Oceanija – Oceanijsko prvenstvo |                     |

| Međunarodna košarka | Međunarodna košarka |
| --- | ------------------- |
| |                     |
| FIBA \| Olimpijske igre \| Svjetsko prvenstvo \| FIBA-ina ljestvica Afrika: FIBA Afrika – Afričko prvenstvo Amerika: FIBA Amerika – Američko prvenstvo Azija: FIBA Azija - Azijsko prvenstvo Europa: FIBA Europa – Europsko prvenstvo Oceanija: FIBA Oceanija – Oceanijsko prvenstvo |                     |

| Europska prvenstva u košarci za muškarce | Europska prvenstva u košarci za muškarce |
| --- | ---------------------------------------- |
| |                                          |
| Švicarska 1935. • Latvija 1937. • Litva 1939. • Švicarska 1946. • Čehoslovačka 1947. • Egipat 1949. • Francuska 1951. • SSSR 1953. • Mađarska 1955. • Bugarska 1957. • Turska 1959. • Jugoslavija 1961. • Poljska 1963. • SSSR 1965. • Finska 1967. • Italija 1969. • Njemačka 1971. • Španjolska 1973. • Jugoslavija 1975. • Belgija 1977. • Italija 1979. • Čehoslovačka 1981. • Francuska 1983. • Njemačka 1985. • Grčka 1987. • Jugoslavija 1989. • Italija 1991. • Njemačka 1993. • Grčka 1995. • Španjolska 1997. • Francuska 1999. • Turska 2001. • Švedska 2003. • Srbija i Crna Gora 2005. • Španjolska 2007. • Poljska 2009. • Litva 2011. • Slovenija 2013. • Francuska / Hrvatska / Latvija / Njemačka 2015. • Finska / Izrael / Rumunjska / Turska 2017. • Njemačka / Češka / Gruzija / Italija 2022. • Latvija / Cipar / Finska / Poljska 2025. |                                          |

| Europska prvenstva u košarci za muškarce | Europska prvenstva u košarci za muškarce |
| --- | ---------------------------------------- |
| |                                          |
| Švicarska 1935. • Latvija 1937. • Litva 1939. • Švicarska 1946. • Čehoslovačka 1947. • Egipat 1949. • Francuska 1951. • SSSR 1953. • Mađarska 1955. • Bugarska 1957. • Turska 1959. • Jugoslavija 1961. • Poljska 1963. • SSSR 1965. • Finska 1967. • Italija 1969. • Njemačka 1971. • Španjolska 1973. • Jugoslavija 1975. • Belgija 1977. • Italija 1979. • Čehoslovačka 1981. • Francuska 1983. • Njemačka 1985. • Grčka 1987. • Jugoslavija 1989. • Italija 1991. • Njemačka 1993. • Grčka 1995. • Španjolska 1997. • Francuska 1999. • Turska 2001. • Švedska 2003. • Srbija i Crna Gora 2005. • Španjolska 2007. • Poljska 2009. • Litva 2011. • Slovenija 2013. • Francuska / Hrvatska / Latvija / Njemačka 2015. • Finska / Izrael / Rumunjska / Turska 2017. • Njemačka / Češka / Gruzija / Italija 2022. • Latvija / Cipar / Finska / Poljska 2025. |                                          |

| Košarkaška natjecanja u sezoni 2009./10. | Košarkaška natjecanja u sezoni 2009./10.                                |
| ---------------------------------------- | ----------------------------------------------------------------------- |
|                                          |                                                                         |
| Košarkaške lige                          | NLB liga 2009./10. \| A-1 HKL 2009./10. \| 1. A SKL 2009./10.           |
|                                          |                                                                         |
| Europska košarkaška natjecanja           | Euroliga 2009./10. \| EuroChallenge 2009./10. \| ULEB Eurokup 2009./10. |
|                                          |                                                                         |
| Američka košarkaška natjecanja           | NBA 2009./10.                                                           |
|                                          |                                                                         |
| Europska prvenstva                       | Europsko prvenstvo u košarci – Poljska 2009.                            |

| Košarkaška natjecanja u sezoni 2009./10. | Košarkaška natjecanja u sezoni 2009./10.                                |
| ---------------------------------------- | ----------------------------------------------------------------------- |
|                                          |                                                                         |
| Košarkaške lige                          | NLB liga 2009./10. \| A-1 HKL 2009./10. \| 1. A SKL 2009./10.           |
|                                          |                                                                         |
| Europska košarkaška natjecanja           | Euroliga 2009./10. \| EuroChallenge 2009./10. \| ULEB Eurokup 2009./10. |
|                                          |                                                                         |
| Američka košarkaška natjecanja           | NBA 2009./10.                                                           |
|                                          |                                                                         |
| Europska prvenstva                       | Europsko prvenstvo u košarci – Poljska 2009.                            |